# 클레브소르미디움과
클레브소르미디움과(Klebsormidiaceae)는 클레브소르미디움목에 속하는 윤조식물 녹조류과의 하나이다. 5개 속에 31종을 포함하고 있다.

## 하위 속
- 엔트라시아속 (Entransia) - 2종
- 호르미디엘라속 (Hormidiella) - 3종
- 클레브소르미디움속 (Klebsormidium) - 23종
- 스트렙토필룸속 (Streptofilum) - 유일종 S. capillatum
- 스트렙토사르키나속 (Streptosarcina) - 2종